# 臺北市私立泰北高級中學
泰北國際雙語學校（英語：Private Taibei Senior High School），簡稱私立泰北高級中學、泰北國際雙語學校、泰北高中，是一所位於臺灣臺北市士林區的完全中學，前身為「私立臺灣佛教中學」。創立於1916年。

## 校史

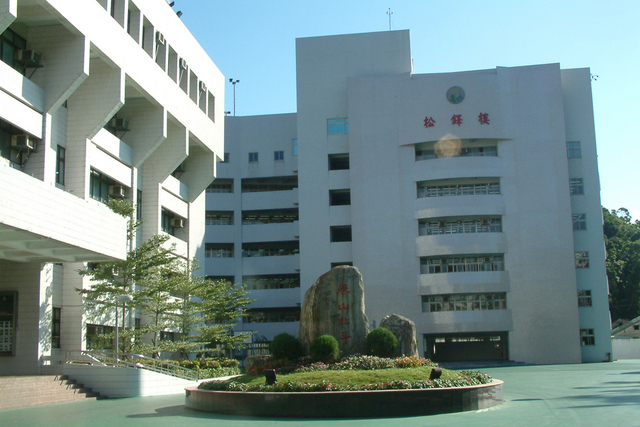
泰北高中前庭

- 1916年4月，曹洞宗大本山臺灣別院院主大石堅童與黃玉階、江善慧、沈本圓相謀[2]，於臺灣別院旁（今臺北市青少年發展處大樓旁）創設「私立臺灣佛教中學林」，修業年限為3年；11月4日，立案核准。
- 1917年4月10日，正式開學。創校之初，教師多是僧侶充任，學生只收志願皈依佛門的男性。
- 1922年11月，改名為「私立曹洞宗臺灣中學林」，並整併「私立臨濟宗鎮南中學林」與「私立國學院」
- 1935年3月，改為「私立臺北中學」，由佛教學林轉型為普通中學。
- 1938年4月，遷校至士林，並改修業年限為5年。9月，校名改為「私立臺北中學校」。
- 1944年4月，東門原校址成立女生部，定名為「修德實踐女學校」。
- 1947年6月，改稱「臺北市私立泰北中學」
- 1950年代在省工委與四六事件後國民黨對省工委支部的緝捕中，泰北中學黃瑞聰、劉茂己、劉天福，林秋祥、黃鼎實、劉占睿、教員林如堉遭判死刑，林啟全遭判12年，梁良齊等人遭判10年徒刑。[3]
- 1968年8月，配合九年國民義務教育實施，停招初中；並增設夜間部。
- 1969年8月，增設夜間進修補習學校。
- 1972年4月，改稱臺北市私立泰北高級中學。
- 2002年，東門的女生部更名為城區部，並改為男女兼收。
- 2003年，增設綜合高中，並停辦城區部。
- 2006年，夜間部停辦，並轉型為附設職業進修學校。
- 2012年3月，東門舊校舍拆除，並歸還部份國有土地予財政部國有財產署。
- 2017年，增設國中部一班。
- 2017年8月增設表演藝術科及恢復國中部，同時停招國貿科
- 2018年8月停招資料處理科及資訊科
- 2019年2月成立泰北非營利幼兒園
- 2020年8月停招日文科、電機科
- 2021年8月日文科復招，並首創臺日雙聯學制課程
- 2022年8月增設國小部並停招進修部，開始招收小一、小二學生

## 歷任校長
| 任別     | 任期                         | 姓名         | 備註     |          |
| 日治時期 | 日治時期                     | 日治時期     | 日治時期 | 日治時期 |
| -------- | ---------------------------- | ------------ | -------- | -------- |
| 1        | 1917年4月10日—1920年2月25日  | 大石堅童林長 |          |          |
| 2        | 1920年2月25日—1920年3月31日  | 伊藤俊道林長 |          |          |
| 3        | 1920年3月31日—1933年12月15日 | 江善慧林長   |          |          |
| 4        | 1933年12月15日—              | 島田弘舟林長 |          |          |
| 5        |                              | 高田良三校長 |          |          |
| 6        |                              | 木村雄山校長 |          |          |
| 民國時期 |                              |              |          |          |
| 7        |                              | 莊名桂       |          |          |
| 8        |                              | 李添春       |          |          |
| 9        |                              | 鄭松溪       |          |          |
| 10       |                              | 彭榮傑       |          |          |
| 11       | 1996年—2016年                | 張水明       |          |          |
| 12       | 2016年—2023年                | 陳建佑       |          |          |
| 13       | 2023年8月1日—現任            | 吳麗卿       |          |          |

## 校隊
足球隊
- 高中足球聯賽決賽圈: 2006 (第八名)
- 全國青年盃第四名 (1): 2006

## 外部連結
- 泰北高中 （页面存档备份，存于）
- 泰北高中的Facebook專頁
- 泰北高中的Instagram帳戶[有关吗?]
- YouTube上的泰北高中頻道